# イタリック語派
イタリック語派（イタリックごは）は、インド・ヨーロッパ語族の一語派。ケントゥム語に属す。オスク・ウンブリア語群とラテン・ファリスク語群とに分類される。紀元前1000年〜500年頃、他の語族・語派の言語とともに古代のイタリア半島で使われた（→古代イタリア地域諸言語）。イタリック語派を用いる古代の部族はイタリック人と呼ばれる。古イタリア文字を使うことが多かった。
ラテン語はラテン・ファリスク語群に属し、共和制ローマの拡大に従いラテン語の使用が広がると、他のイタリック語派の言語は死語となってしまった。
現在のイタリア語は俗ラテン語を起源とするロマンス諸語に属する。

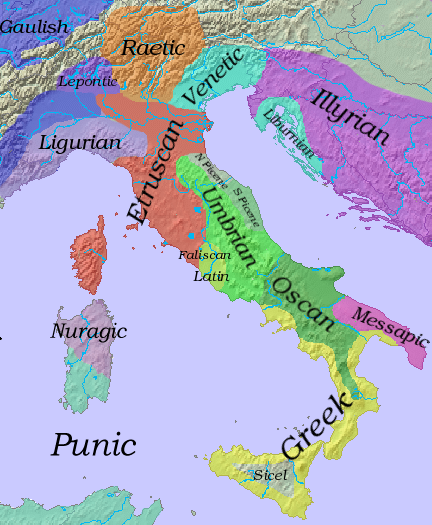
紀元前6世紀のイタリアの言語分布

## 系統
イタリック語派に共通の、インド・ヨーロッパ祖語に対する改新点として以下の3点が挙げられる。
- 接続法未完了過去の接尾辞 *-sē- が使われる。オスク語 fusíd, ラテン語 foret（コピュラの接続法過去三人称単数）< *fusēd
- 直説法未完了過去の接尾辞 *-fā- （ラテン語では -bā-）が使われる。オスク語 fufans（コピュラの直説法過去三人称複数）、ラテン語 portābant「彼らは運んでいた」
- 動形容詞が *-ndo-（オスク・ウンブリア語群では -nn- < -nd-）によって形成される。オスク語 úpsannam, ラテン語 operandam「建てられるべき」（女性単数対格）、ウンブリア語 pihaner「清められるべき」（男性単数属格）

その一方、ラテン・ファリスク語群とオスク・ウンブリア語群をまとめたひとつのイタリック語派という語派が存在することを決定的に示すことは難しく、これらの言語の類似は地域的に近いことによる言語接触によるものであって、系統的にひとつにはまとめられないとする説も存在する。
ウェネティ語をイタリック語派に含めることもあり、とくにラテン語に近いとされることもあるが、決定的なことを言うのは難しい。
かつてアントワーヌ・メイエらによって、イタリック語派とケルト語派が近い関係にあるとしてイタロ・ケルト語派の存在が唱えられたことがあったが、現在では批判されている。

## 下位分類

### ラテン・ファリスク語群 (Latino-Faliscan)
ファリスク語の資料は少ないが、ラテン語とは属格の語尾や未来形の形成が共通し、明らかに近い関係にあると認められる。
- ファリスク語 (Faliscan)
- ラテン語 (Latin)
  - ロマンス諸語 (Romance) - 新ラテン語 (Neo-Latin) ともいう。

### オスク・ウンブリア語群(Osco-Umbrian)またはサベリア語群(Sabellian)
これらの言語は共和制ローマの拡大とともに失われ、碑文によってのみ知られる。資料が最も多く残っているはオスク語で、紀元前6世紀から西暦1世紀にわたる約650の資料が残る。ウンブリア語の資料は少ないが、主にイグウィウムの青銅板（紀元前3-2世紀ごろ）によって知られる。それ以外の言語についてはごく零細な資料しか残っていない。
- ウンブリア語 (Umbrian)（注・ウンブリア方言とは異なる。） 
  - ウォルスク方言 (Volscian)
  - エクウ方言 (Aequian)
  - マルス方言 (Marsian)
- オスク語 (Oscan)
  - ウェスティニ方言 (Vestinian)
  - パエリグニ方言 (Paelignian)
  - マルキニ方言 (Marrucinian)
  - Hernican
- サビニ語 (Sabinian)
- 南ピケーネ語 (South Picene)